# Lisound Hearing Aid
Lisound Hearing Aid、または麗声助聴器(福州)有限公司は、1996年に設立された、中華人民共和国の補聴器メーカーである。本社は、中華人民共和国・福建省福州市鼓楼区に所在する。
補聴器の他にオージオメータ・補聴器用クリーナー・Lisoundブランドの空気亜鉛電池を取り扱っている。
ISO9002・ISO13488・ISO13485:2003・ISO9001:2000・MDD93/421EEC取得。